# 宋奎
宋 奎（朝鮮語: 송규）は、新羅の文官であり、朝鮮氏族の南陽宋氏の始祖である。
中国唐の翰林学士を務めていた時に唐から新羅に派遣され、吏部尚書を務めた。宋奎は、新羅が滅亡する時に南陽に定着した。